# 路爾斯·米格爾

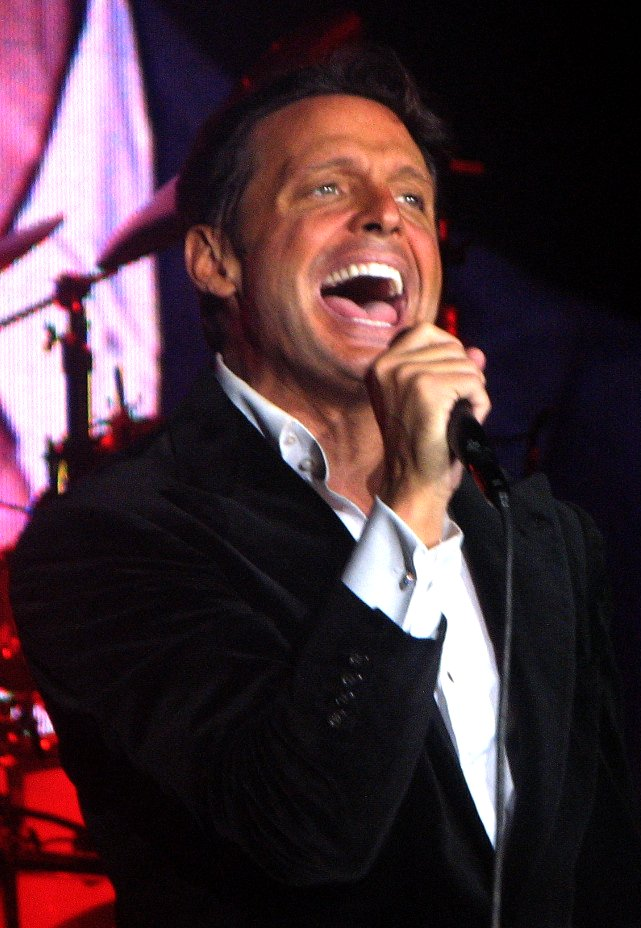
路爾斯·米格爾

路易斯·米格尔·加列戈·巴斯特里（1970年4月19日—） 是墨西哥歌手和唱片制作人。 他生于波多黎各 ，母亲是意大利人，父亲是西班牙人。 路爾斯·米格爾只用西班牙语录制唱片。 他的唱片在全球售出约 6000 万张。 14岁时他就獲得格莱美奖。 